# إيرني كانليف
إيرني كانليف (بالإنجليزية: Ernie Cunliffe)‏ هو منافس ألعاب قوى أمريكي، ولد في 2 سبتمبر 1937 في لونغ بيتش في الولايات المتحدة.

## وصلات خارجية
- إيرني كانليف على موقع أوليمبيديا (الإنجليزية)